# رالف کوپلاند
رالف کوپلاند (انگلیسی: Ralph Copeland; ۳ سپتامبر ۱۸۳۷ – ۲۷ اکتبر ۱۹۰۵) اخترشناس اهل پادشاهی متحد بریتانیای کبیر و ایرلند بود.